# Прушч Гдански
Прушч Гдански (на полски: Pruszcz Gdański; на кашубски: Pruszcz, Pruszcz Gduńsczi; на немски: Praust) е град в Северна Полша, Поморско войводство. Административен център е на Гдански окръг, както и на селската Прушка община, без да е част от нея. Самият град е обособен в самостоятелна градска община с площ 16,47 км2. Към 2010 година населението му възлиза на 26834 жители.